# Чотиристоронній діалог з питань безпеки
Чотиристоронній діалог з питань безпеки (англ. Quadrilateral Security Dialogue, QSD), також англ. Quad group of nations (Quad/QUAD) — стратегічний діалог між Австралією, Індією, США та Японією з проблем безпеки в Індо-Тихоокеанському регіоні.
Виник 2004 р. для подолання наслідків стихійних лих в Індійському океані.
Організаційно оформлений у 2007 році японським прем'єр-міністром Сіндзо Абе за підтримки американського віце-президента Діка Чейні, австралійського прем'єра Джона Говарда та індійського прем'єр-міністра Манмохана Сінгха. У 2008 році через припинення участі Австралії Чотиристоронній діалог з безпеки припинив існування. У листопаді 2017 року за адміністрації Дональда Трампа його діяльність було відновлено.
Офіційна мета ЧСДБ (QUAD) — розвиток партнерства у сфері безпеки на основі спільних цінностей та інтересів: верховенства закону, свободи навігації, поваги до територіальної цілісності та суверенітету, мирного врегулювання територіальних суперечок та свободи торгівлі. Зосереджується на зусиллях розвитку «вільного, відкритого та інклюзивного» Індо-Тихоокеанського регіону (ІТР). Зокрема, у сфері безпеки — розвиток партнерства на основі спільних цінностей та інтересів: верховенства права, свободи мореплавства, поваги до територіальної цінності і суверенітету, мирного врегулювання територіальних суперечок і свободи торгівлі.
На практиці основною метою об'єднання є стримування агресивних прагнень Китаю в регіоні Індійського та Тихого океанів.
У листопаді 2020 року держави QUAD провели в територіальних водах Індії військово-морські навчання «Malabar» за участю двох авіаносних груп (з метою відпрацювання спільних дій із захисту від «експансіоністської і агресивної політики» Китаю). Відбуваються спроби налагодити співробітництво у сфері технологій військового і подвійного призначень.